# Serra de Daró
Serra de Daró is een gemeente in de Spaanse provincie Girona in de regio Catalonië met een oppervlakte van 8 km². Serra de Daró telt 209 inwoners (1 januari 2016).

## Demografische ontwikkeling
Bron: INE, 1857-2011: volkstellingen
Opm.: In 1857 werd de gemeente Sant Iscle aangehecht